# Lijst van voormalige rijkswegen in Nederland
Hieronder een lijst van rijkswegen, welke in het rijkswegenplan van 1984 nog in beheer bij Rijkswaterstaat waren, en in 1993 als gevolg van de Wet Herverdeling Wegenbeheer overgedragen zouden worden aan een lagere overheid, onderverdeeld in planwegen en planvervangende wegen.

## Planwegen
| Rijksweg | Route                                             | Nummer tot 1993 | Beheerder na 1993                  | Nummer vanaf 1993                    |
| -------- | ------------------------------------------------- | --------------- | ---------------------------------- | ------------------------------------ |
| 34       | Holsloot - Gieten - De Punt                       | N34             | Drenthe (vanaf 2007)               | N34                                  |
| 46       | Groningen - Eemshaven                             | N46             | Groningen (sinds 2007)             | N46                                  |
| 48       | Arnhem - Zutphen - Deventer - Ommen               | A48/N48         | Gelderland, Overijssel             | N348                                 |
| 58       | Breskens - Sint Anna ter Muiden - Belgische grens | N58             | Zeeland (sinds 2007)               | N676, N253 (sinds 2007)              |
| 60       | Kruiningen, Perkpolder - Hulst - Belgische grens  | N60             | Zeeland, gemeentelijk (sinds 2007) | gedeeltelijk N689, N290 (sinds 2007) |
| 68       | Baexem - Roermond                                 | A68             | Limburg                            | A280 (tot 2007), N280 (sinds 2007)   |
| 69       | Valkenswaard - Belgische grens                    | N69             | Noord-Brabant (sinds 2009)         | N69                                  |

## Planvervangende wegen
| Rijksweg | Route                                                                | Nummer tot 1993        | Beheerder na 1993                         | Nummer vanaf 1993                           |
| -------- | -------------------------------------------------------------------- | ---------------------- | ----------------------------------------- | ------------------------------------------- |
| 700      | Marken - Broek in Waterland                                          |                        | Noord-Holland                             | N518                                        |
| 701      | Schellingwoude - Amsterdam-Noord (Schellingwouderbrug)               |                        | waterschap                                |                                             |
| 702      | Spaarndam - Velsen                                                   | N202                   | Noord-Holland                             | gedeelte van N202                           |
| 703      | Beverwijk - Castricum - Heiloo                                       |                        | Noord-Holland, waterschap                 | gedeelte van N203                           |
| 704      | Ouderkerk aan de Amstel (gedeelte van geplande rijksweg 3)           |                        | Noord-Holland                             | N522                                        |
| 705      | Amsterdam - Diemen                                                   | N1 (gedeeltelijk)      | waterschap, gemeentelijk                  | gedeelte van s113                           |
| 707      | De Kooy - Den Helder                                                 | N9                     | Noord-Holland                             | N250                                        |
| 708      | Haarlem - Hillegom - Sassenheim                                      | A208/N208              | Noord-Holland, Zuid-Holland               | A208/N208                                   |
| 709      | Buitenhuizen - Beverwijk                                             |                        | Noord-Holland, waterschap                 | gedeelte van N246                           |
| 710      | Brielle - Hellevoetsluis                                             |                        | gemeentelijk, Zuid-Holland                | gedeeltelijk N495                           |
| 711      | Zoeterwoude-Rijndijk - Alphen aan den Rijn                           | N11                    | gemeentelijk                              |                                             |
| 712      | Alphen aan den Rijn - Bodegraven - Utrecht                           | N11 (gedeeltelijk)     | gemeentelijk, Zuid-Holland, Utrecht       | gedeeltelijk N458, N198                     |
| 713      | Den Haag - Naaldwijk - Maasdijk                                      | N213                   | Zuid-Holland                              | N213                                        |
| 714      | Heenvliet - Hellevoetsluis                                           |                        | waterschap                                |                                             |
| 715      | Heenvliet - Hellevoetsluis                                           |                        | Zuid-Holland                              | N494                                        |
| 717      | Blaaksedijk - Numansdorp                                             |                        | Zuid-Holland                              | N489, N488                                  |
| 718      | Spijkenisse - Hoogvliet (Spijkenisserbrug)                           |                        | Zuid-Holland                              | gedeelte van N492                           |
| 719      | Vianen - Gorinchem                                                   |                        | gemeentelijk                              |                                             |
| 720      | Abcoude - Maarssen                                                   |                        | gemeentelijk, Utrecht                     | gedeeltelijk N402                           |
| 721      | Baarn - Amersfoort                                                   | N221                   | Utrecht                                   | N221                                        |
| 722      | Utrecht (Waterlinieweg)                                              |                        | gemeentelijk                              |                                             |
| 723      | Utrecht - Huis ter Heide - Amersfoort                                |                        | Utrecht                                   | N237                                        |
| 724      | Zeist - Woudenberg - De Klomp                                        | N224                   | Utrecht                                   | gedeelte van N224                           |
| 725      | Zeist - Rhenen - Grebbeberg                                          | N225                   | Utrecht                                   | gedeelte van N225                           |
| 726      | Amersfoort - Woudenberg                                              | N226                   | Utrecht                                   | N226                                        |
| 727      | Vianen - Gorinchem (voormalig tracé rijksweg 27)                     |                        | gemeentelijk                              |                                             |
| 730      | Ypenburg - Rijswijk (invoeger A13)                                   |                        | gemeentelijk                              |                                             |
| 731      | Den Haag (Utrechtsebaan)                                             | A12                    | gemeentelijk                              | A12                                         |
| 733      | De Klomp - Veenendaal                                                |                        | Utrecht                                   | N233                                        |
| 752      | Terneuzen - Sas van Gent - Belgische grens                           | N252                   | Zeeland                                   | N252                                        |
| 753      | Axel - Belgische grens                                               | N253                   | Zeeland                                   | N253, N62                                   |
| 754      | Zundert - Wernhout - Belgische grens                                 | N263                   | Noord-Brabant                             | gedeelte van N263                           |
| 755      | Terheijden - Moerdijk                                                |                        | gemeentelijk, Noord-Brabant               | gedeeltelijk N285                           |
| 758      | Woensdrecht - Kapelle - Nieuw- en Sint Joosland                      |                        | Zeeland (sinds 2007)                      | gedeeltelijk N289                           |
| 759      | Halsteren - Tholen                                                   |                        | gedeeltelijk Noord-Brabant                | gedeelte van N259                           |
| 760      | Breda (oude tracé rijksweg 58)                                       |                        | gemeentelijk                              |                                             |
| 761      | Kapelle - Yerseke                                                    |                        | Zeeland                                   | N670                                        |
| 762      | Sleeuwijk - Hank - Oosterhout (voormalig tracé rijksweg 27)          |                        | gemeentelijk                              |                                             |
| 764      | 's-Hertogenbosch - Boxtel - Eindhoven (tracé voormalige rijksweg 64) | N2 (gedeeltelijk)      | gemeentelijk                              |                                             |
| 765      | 's-Hertogenbosch - Hedel (Oude Rijksweg)                             |                        | gemeentelijk                              |                                             |
| 766      | 's-Hertogenbosch - Veghel - Helmond - Nederweert - Belgische grens   | N266 (gedeeltelijk)    | Noord-Brabant                             | N279, N266 en N564                          |
| 767      | Eindhoven (Poot van Metz)                                            | A2                     | gemeentelijk                              |                                             |
| 768      | Weert - Horn, Roermond - Duitse grens                                | N68                    | Limburg, gemeentelijk                     | N280 (gedeeltelijk sinds 1993 en 2007)      |
| 769      | Eindhoven - Valkenswaard                                             | N69                    | Noord-Brabant (sinds 2009)                | N69                                         |
| 771      | Nijmegen - Mook - Venlo                                              | N271                   | Gelderland, Limburg                       | N844 en N271                                |
| 772      | Venlo - Roermond - Maasbracht                                        | N271                   | Limburg (sinds 2007)                      | N271                                        |
| 774      | Koningsbosch - Schinveld (Neutrale weg door Selfkant)                | N274                   | Limburg, Duitsland                        | N274 (Nederlandse deel)                     |
| 775      | Nederweert - Beringe                                                 | N275                   | Limburg                                   | N275                                        |
| 776      | Tilburg - Belgische grens                                            | N261                   | Noord-Brabant                             | N630                                        |
| 779      | Heer - Withuis - Belgische grens                                     |                        | Limburg (tot 1999), nu gemeentelijk       | N592 (tot 1999)                             |
| 781      | Simpelveld - Heerlen                                                 | N281                   | Limburg                                   | N281                                        |
| 801      | Blokzijl (weg langs voormalige Zuiderzeekust)                        |                        | gemeentelijk                              |                                             |
| 802      | Blokzijl - Vollenhove (weg langs voormalige Zuiderzeekust            |                        | gemeentelijk                              |                                             |
| 808      | Urk - Rutten (dijkweg langs IJsselmeerkust)                          |                        | gemeentelijk                              |                                             |
| 809      | Roggebotsluis - Swifterbant (dijkweg lang Vosse- en Ketelmeer)       |                        | gemeentelijk                              |                                             |
| 810      | Almeerderstrand - Knardijk - Lelystad - Swifterbant                  |                        | Flevoland, gemeentelijk                   | gedeeltelijk N701                           |
| 812      | Elburgerbrug                                                         | N309                   | Flevoland, Gelderland                     | gedeelte van N309                           |
| 813      | Harderbrug                                                           | N302                   | Flevoland, Gelderland                     | gedeelte van N302                           |
| 814      | Nijkerkersluis                                                       | N301                   | Flevoland, Gelderland                     | gedeelte van N301                           |
| 815      | Arnhem - Westervoort (IJsselbrug)                                    |                        | gemeentelijk                              |                                             |
| 816      | Tolkamer - Lobith - Pannerden (dijkweg langs Pannerdensch Kanaal)    |                        | gemeentelijk                              |                                             |
| 817      | Elden - Lent (parallel aan voormalige rijksweg 52)                   |                        | gemeentelijk                              |                                             |
| 818      | Millingen aan de Rijn (dijkweg langs Bijlandsch Kanaal)              |                        | gemeentelijk                              |                                             |
| 820      | Culemborg - Geldermalsen - Waardenburg                               |                        | Gelderland                                | N833, gedeelte van N830                     |
| 821      | Nijmegen - Grave                                                     |                        | Gelderland, Noord-Brabant                 | gedeelte van N324                           |
| 823      | Rheden                                                               |                        | Gelderland                                | gedeelte van N785                           |
| 824      | De Klomp - Ede - Arnhem                                              | N224                   | Gelderland                                | gedeelte van N224                           |
| 825      | Grebbeberg - Wageningen - Heveadorp                                  | N225                   | Gelderland                                | gedeelte van N225                           |
| 828      | Hoevelaken - Nijkerk - Harderwijk - Zwolle                           |                        | Gelderland, gemeentelijk                  | gedeelte van N798, N310, N309 en N308       |
| 829      | Terschuur - Apeldoorn - Steenenkamer                                 | N344                   | Gelderland                                | gedeelte van N344                           |
| 830      | Gietelo - Deventer                                                   |                        | Gelderland, Overijssel                    | N790                                        |
| 831      | Woeste Hoeve - Loenen - Gietelo                                      |                        | Gelderland, gemeentelijk                  | gedeeltelijk N789                           |
| 832      | Apeldoorn - Woeste Hoeve                                             |                        | Gelderland (tot 2007), nu gemeentelijk    | N793 (tot 2007)                             |
| 833      | Zwolle - Meppel (gedeelte tracé voormalige rijksweg 31)              |                        | gemeentelijk                              |                                             |
| 834      | Zwolle - Ommen - Coevorden - Holsloot                                | N34                    | Rijkswaterstaat, Overijssel, Drenthe      | N340 en N34                                 |
| 835      | Zwolle - Raalte - Almelo - Enschede                                  | N35 (gedeeltelijk)     | Rijkswaterstaat, Overijssel, gemeentelijk | N35 en N743                                 |
| 836      | Vriezenveen - Almelo                                                 | N36                    | gemeentelijk                              |                                             |
| 837      | Deventer - Olst - Zwolle                                             | N337                   | Overijssel                                | N337                                        |
| 838      | Zwolle - Emmeloord                                                   | N50                    | Rijkswaterstaat, Overijssel               | N50, N764 en N765                           |
| 839      | Diepenheim - Goor                                                    |                        | Overijssel                                | gedeelte van N824                           |
| 841      | Zutphen - Ruurlo - Winterswijk - Duitse grens                        | N319                   | Gelderland                                | N319                                        |
| 842      | Oldenzaal - De Lutte - Duitse grens                                  | N1                     | Overijssel, gemeentelijk                  | gedeeltelijk N735                           |
| 843      | Holten - Rijssen - Wierden                                           | N344                   | Overijssel                                | N350                                        |
| 844      | De Hoven - Holten - Goor - Hengelo - Denekamp - Duitse grens         | N344, N346, N1 en N342 | Overijssel, gemeentelijk                  | gedeeltelijk N344, N755, N753, N346 en N342 |
| 845      | Apeldoorn - Voorst - Zutphen - Deventer                              | N345 en N48            | Gelderland, Overijssel                    | N345 en gedeelte van N348                   |
| 846      | Warnsveld - Lochem - Goor                                            | N346                   | Gelderland, Overijssel                    | gedeelte van N346                           |
| 847      | Ellecom - Doetinchem - Gendringen - Duitse grens                     | N317 (gedeeltelijk)    | Gelderland                                | gedeelte van N317, N817                     |
| 848      | Arnhem - Rheden - Brummen - Zutphen                                  | N48 (gedeeltelijk)     | Gelderland, gemeentelijk                  | gedeelte van N785, gedeelte van N348        |
| 849      | Dieren - Apeldoorn - Hattem                                          |                        | Gelderland, gemeentelijk                  | gedeeltelijk N786 en N794                   |
| 850      | Arnhem - Beekbergen                                                  | N50                    | Gelderland, gemeentelijk                  | gedeeltelijk N784 en N788                   |
| 851      | Harlingen - Franeker - Leeuwarden                                    |                        | Friesland, gemeentelijk                   | gedeeltelijk N383                           |
| 852      | Leeuwarden - Grouw                                                   | N354 (gedeeltelijk)    | gemeentelijk                              |                                             |
| 855      | Leeuwarden - Buitenpost - Grijpskerk - Groningen                     | N355                   | Friesland, Groningen                      | N355                                        |
| 856      | Arnhem - Nijmegen - Beek - Duitse grens                              | A52/N52                | Gelderland, gemeentelijk                  | gedeelte van A325/N325                      |
| 857      | Kampen (IJsselbrug)                                                  | N50                    | Overijssel                                | gedeelte van N764                           |
| 858      | Dokkum - Gerkesklooster                                              |                        | Friesland                                 | N910                                        |
| 859      | Drachten - Lippenhuizen (gedeelte tracé voormalige rijksweg 43)      |                        | gemeentelijk                              |                                             |
| 860      | Groningen - Hoogezand                                                |                        | Groningen                                 | N860                                        |
| 861      | Dronrijp - Leeuwarden (parallel aan voormalige rijksweg 9)           |                        | gemeentelijk                              |                                             |
| 865      | Ten Post - Garrelsweer - Delfzijl - Farmsum                          | N41                    | Groningen                                 | gedeelte van N865, N360 en N991             |
| 867      | Emmeloord - Schoterzijl                                              |                        | gemeentelijk                              |                                             |
| 868      | Lemmer - Kuinre (dijkweg langs voormalige Zuiderzeekust)             |                        | gemeentelijk                              |                                             |
| 869      | Blokzijl - Kuinre (dijkweg langs voormalige Zuiderzeekust)           |                        | gemeentelijk                              |                                             |
| 870      | Assen - Vries - Glimmen                                              | N372                   | Drenthe, nu gemeentelijk                  | N372                                        |
| 871      | Assen                                                                | N371                   | Drenthe                                   | gedeelte van N371                           |
| 872      | Dalen - Erm (voormalig tracé rijksweg 34)                            |                        | gemeentelijk                              |                                             |
| 873      | Emmen - 't Haantje (voormalig tracé rijksweg 34)                     |                        | gemeentelijk                              |                                             |
| 874      | Pijlebrug - Meppel                                                   | N371                   | gemeentelijk                              |                                             |
| 875      | Hoogersmilde - Beilen                                                |                        | gemeentelijk                              |                                             |
| 876      | Assen - Veenhuizen                                                   |                        | Drenthe                                   | gedeelte van N373, N919                     |
| 890      | Ees - Borger - Gasselte (voormalig tracé rijksweg 34)                |                        | gemeentelijk                              |                                             |
| 891      | Pijlebrug - Havelterberg (tracé parallel aan rijksweg 32)            |                        | gemeentelijk                              |                                             |